# Júlio Barbosa de Vasconcelos
Júlio Barbosa de Vasconcelos (? — ?) foi um político brasileiro.
Foi vice-presidente da província de Goiás, tendo exercido a presidência da província duas vezes, de 17 de outubro de 1885 a 7 de janeiro de 1886 e de 27 de fevereiro a 14 de agosto de 1886.